# Haapasaari (ö i Sumiainen)
Haapasaari är en ö i Sumiainensjö i Finland. Den ligger i sjön Sumiainen och i kommunen Äänekoski i den ekonomiska regionen  Äänekoski  och landskapet Mellersta Finland, i den centrala delen av landet, 280 km norr om huvudstaden Helsingfors. Öns area är 12,1 hektar och dess största längd är 0,7 kilometer i nord-sydlig riktning.